# Pristimantis rufoviridis
Pristimantis rufoviridis là một loài động vật lưỡng cư trong họ Strabomantidae, thuộc bộ Anura. Loài này được Valencia, Yánez-Muñoz, Betancourt-Yépez, Terán-Valdez, & Guayasamin mô tả khoa học đầu tiên năm 2011.